# Licneremaeus giustii
Licneremaeus giustii är en kvalsterart som beskrevs av Bernini 1973. Licneremaeus giustii ingår i släktet Licneremaeus och familjen Licneremaeidae. Inga underarter finns listade i Catalogue of Life.